# Le Président (film, 1919)
Pour plus de détails, voir Fiche technique et Distribution.
Le Président (en danois : Præsidenten) est un film de procès Carl Theodor Dreyer réalisé en 1918 et sorti en 1919.

## Liminaire
Le premier film de Dreyer, tourné durant l'été 1918, ne fut distribué à Copenhague qu'en février 1920. Le réalisateur danois le considérait comme « un film d'apprentissage », adaptation d'un roman de l'auteur autrichien Karl Emil Franzos, roman qu'il jugeait « médiocre ». Néanmoins, l'histoire offre bien des parallélismes avec le propre destin de Carl Theodor Dreyer, pour qu'on puisse comprendre qu'il ait suscité son intérêt et son attention.
L'intrigue, complexe, mêle quatre générations et débute par un prologue-confession.

## Synopsis
Le président d'un tribunal, Karl Victor Von Sendlingen, apprend qu'une jeune femme, Victorine, est accusée d'avoir tué son fils. Or, il comprend rapidement que celle-ci est sa propre fille. C'est par fidélité au serment consenti à son père, un aristocrate ruiné et malheureux en amour, qu'il n'épousa pas la mère de Victorine, gouvernante de son état et, donc, de condition sociale inférieure. Désormais, Karl Victor est confronté à un dilemme : il devra choisir entre ses sentiments paternels et ses obligations de juge. N'obtenant pas la grâce de Victorine, il transgresse la loi, en la libérant de sa cellule, et démissionne, par la suite, de son poste. Quelques années plus tard, ayant assuré le bonheur de sa fille, Karl Victor avoue la vérité  au président Werner, mais celui-ci refuse de le condamner pour ne pas entacher le prestige de la justice. Karl Victor décide alors de se suicider.

## Autour du film
Dreyer commente : 

« J'ai fait ce film un peu à titre d'étude et d'expérience. Ce qui m'a plu, c'était le flash-back, qui était alors quelque chose de neuf. »

 Le cinéaste danois n'emploiera, toutefois, quasiment plus ce procédé dans ses réalisations ultérieures.

## Données techniques
- Réalisation : Carl Theodor Dreyer
- Scénario : Carl Theodor Dreyer, d'après un roman de Karl Emil Franzos
- Décors : Carl Theodor Dreyer
- Photographie : Hans Vaago
- Tournage : été 1918, île de Gotland, Suède
- Première : février 1919 en Suède ; février 1920 à Copenhague, Danemark
- Métrage : 1 397 m.
- Production : Nordisk Film Kompagni, Copenhague

## Distribution
- Halvard Hoff : Karl Victor von Sendlingen, le président du tribunal
- Elith Pio : son père
- Carl Meyer : son grand-père
- Olga Raphael Linden : Victorine, sa fille